# 第一屆國民大會四川省代表
第一屆國民大會代表於1947年11月21日至11月23日全國同時舉行第一屆國民大會代表選舉。四川省2市139縣5設治局1管理局，應選國大代表1名者計143縣市局，應選國大代表2名者計4縣（富順、仁壽、簡陽、涪陵），共計應產生區域國大代表151名，又其中農祥、興中、麥桑三設治局未成立，故未列為選舉區域，其應產生之代表3名，任其缺額。實選148名。國民黨籍112人，青年黨籍20人，民社黨籍4人，無黨籍12人。

## 四川省
- 包括直接選舉當選名單及退讓當選、遞補當選
- 候補國大代表名單尚不詳
- 凡姓名有Δ記號者係因退讓而當選之代表[1]

### 省政府及直屬（2市）
| 選區   | 名額 | 當選名單 | 候補名單       | 遞補人及遞補時間 | 備註 |
| ------ | ---- | -------- | -------------- | ---------------- | ---- |
| 成都市 | 1    | 孫震     | 徐子昌、官箴予 |                  |      |
| 自貢市 | 1    | 曾稚松   |                |                  |      |

### 第一行政督察區(13縣)
| 選區   | 名額 | 當選名單     | 候補名單               | 遞補人及遞補時間         | 備註 |
| ------ | ---- | ------------ | ---------------------- | ------------------------ | --- |
| 溫江縣 | 1    | 李清芳       |                        |                          | |
| 成都縣 | 1    | 黃仲翔       |                        |                          | |
| 華陽縣 | 1    | 張羣         |                        |                          | |
| 灌縣   | 1    | 任覺五       | 趙鶴琴、宋南軒         | 趙鶴琴(民國37年)         | 任覺五出席國民大會後，辭去代表職，由趙鶴琴遞補為國大代表，趙鶴琴遞補後曾報到第一次會議，列報到順序最後一名 |
| 新津縣 | 1    | 藍堯衢       | 胡開瑩、文守仁         | 文守仁                   | |
| 崇慶縣 | 1    | 楊永浚       | 雷清塵                 | 雷清塵(民國42年4月14日)  | |
| 新都縣 | 1    | 馬維骥       | 郭健文、賴伯軒、林樹恩 | 林樹恩(民國41年10月13日) | |
| 郫縣   | 1    | 李仲陽       |                        |                          | |
| 雙流縣 | 1    | 吴景伯       |                        |                          | |
| 彭縣   | 1    | 孫繼策       |                        |                          | |
| 新繁縣 | 1    | 黄慕颜       |                        |                          | |
| 崇寧縣 | 1    | 劉紹成       |                        |                          | |
| 金堂縣 | 1    | 曾用修(退讓) | 余錦源、向理潤、周愚溪 | 周愚溪Δ(青年黨)          | [ 9 ] |

### 第二行政督察區(8縣)
| 選區   | 名額 | 當選名單             | 候補名單             | 遞補人及遞補時間 | 備註                             |
| ------ | ---- | -------------------- | -------------------- | ---------------- | -------------------------------- |
| 資中縣 | 1    | 張玉階               | 李徵梧               |                  | 另有隆策勛、蔡軍識參選           |
| 資陽縣 | 1    | 陳春霖               | 華驥、張維豐、蘭文彬 |                  | [ 11 ]                           |
| 內江縣 | 1    | 郭嘉儀               |                      |                  |                                  |
| 榮縣   | 1    | 羅文謨               | 曹徽、鍾濤           |                  | [ 12 ]                           |
| 仁壽縣 | 2    | 唐式遵、向王寧萸(女) | 何無瑕               | 何無瑕           | 王寧萸為酉陽人，夫向傳義為仁壽人 |
| 簡陽縣 | 2    | 方超、劉朱秀中(女)   | 樊巨川、李靖華(女)   |                  | [ 15 ]                           |
| 威遠縣 | 1    | 余厚欽               | 羅永揚               | 羅永揚Δ(民社黨)  |                                  |
| 井研縣 | 1    | 熊克武               |                      |                  |                                  |

### 第三行政督察區(10縣1管理局)
| 選區       | 名額 | 當選名單     | 候補名單               | 遞補人及遞補時間 | 備註                                     |
| ---------- | ---- | ------------ | ---------------------- | ---------------- | ---------------------------------------- |
| 璧山縣     | 1    | 胡國成       | 仇秀敷                 |                  | 胡國成32541票當選，仇秀敷30594票         |
| 巴縣       | 1    | 吳人初       |                        |                  |                                          |
| 永川縣     | 1    | 彭光漢(退讓) | 何維伯、陳叔年、唐尚珍 | 唐尚珍Δ(民社黨)  | [ 19 ]                                   |
| 江津縣     | 1    | 周開慶       |                        |                  | [ 21 ]                                   |
| 江北縣     | 1    | 戴正誠       |                        |                  | [ 22 ]                                   |
| 合川縣     | 1    | 張元良       |                        |                  | [ 23 ]                                   |
| 榮昌縣     | 1    | 余際唐       | 甘明蜀、李永中、卿俊   |                  | [ 24 ]                                   |
| 綦江縣     | 1    | 吳舉宜(退讓) | 劉華                   | 劉華Δ(青年黨)    | [ 25 ]                                   |
| 大足縣     | 1    | 黃慶雲(退讓) | 鄭雪                   | 鄭雪Δ(青年黨)    | 黃慶雲得票為124688張，鄭雪得票不上3000張 |
| 銅梁縣     | 1    | 冷雪樵       | 劉霽晴                 | 劉霽晴           |                                          |
| 北碚管理局 | 1    | 黃雲龍       | 徐政                   | 徐政             |                                          |

### 第四行政督察區(10縣)
| 選區   | 名額 | 當選名單     | 候補名單               | 遞補人及遞補時間 | 備註   |
| ------ | ---- | ------------ | ---------------------- | ---------------- | ------ |
| 眉山縣 | 1    | 汪傑         |                        |                  |        |
| 蒲江縣 | 1    | 李注東(退讓) | 汪泳龍                 | 汪泳龍Δ(民社黨)  | [ 28 ] |
| 邛崍縣 | 1    | 張鹤林       | 張世良、金存榮、植久安 |                  |        |
| 大邑縣 | 1    | 劉文輝       | 楊世榮、張思敏、王良瞿 |                  | [ 30 ] |
| 彭山縣 | 1    | 徐學珽(退讓) | 姜蘊剛                 | 姜蘊剛Δ(青年黨)  |        |
| 洪雅縣 | 1    | 趙文鈞       |                        |                  | [ 31 ] |
| 夾江縣 | 1    | 江建烋       | 萬里                   |                  | [ 32 ] |
| 青神縣 | 1    | 黄天启(退讓) | 陳一萍                 | 陳一萍Δ(青年黨)  |        |
| 名山縣 | 1    | 張運國       | 張秉升、胡貴德、朱廉泉 | 張秉升           | [ 33 ] |
| 丹稜縣 | 1    | 彭宗佑       | 謝寶珊                 |                  | [ 34 ] |

### 第五行政督察區(8縣)
| 選區   | 名額 | 當選名單     | 候補名單               | 遞補人及遞補時間 | 備註                                                      |
| ------ | ---- | ------------ | ---------------------- | ---------------- | --------------------------------------------------------- |
| 樂山縣 | 1    | 徐光普       | 金存良、曹葆章、余紹庚 |                  | 徐光普62876票，金存良53872票，曹葆章15417票，余紹庚5261票 |
| 屏山縣 | 1    | 李宗煌       |                        |                  |                                                           |
| 馬邊縣 | 1    | 董義華       |                        |                  |                                                           |
| 峨邊縣 | 1    | 葛成之       |                        |                  |                                                           |
| 雷波縣 | 1    | 謝崇階       |                        |                  |                                                           |
| 犍為縣 | 1    | 楊美霖(退讓) | 費明楊                 | 費明楊Δ(青年黨)  | 楊美霖得選票101772張獲勝，費明楊得票5762張                |
| 峨眉縣 | 1    | 魏崇陽       | 張大明                 |                  | 魏崇陽33584票當選國大代表，張大明24711票為候補            |
| 沐川縣 | 1    | 劉京南       |                        |                  |                                                           |

### 第六行政督察區(9縣1局)
| 選區       | 名額 | 當選名單     | 候補名單                     | 遞補人及遞補時間       | 備註                                                                                               |
| ---------- | ---- | ------------ | ---------------------------- | ---------------------- | -------------------------------------------------------------------------------------------------- |
| 宜賓縣     | 1    | 凌均吉       | 蔡翼公、鄧天翔、朱大文       |                        | 凌均吉135872票當選，蔡翼公100870票，鄧天翔69256票，朱大文13740票                                   |
| 南溪縣     | 1    | 曾鐵珊       |                              |                        | |
| 慶符縣     | 1    | 何培榮       |                              |                        | 一作嚴光熙當選退讓，待考                                                                           |
| 江安縣     | 1    | 張鐵僧       | 金摶九                       |                        | |
| 興文縣     | 1    | 周紹伊(退讓) | 陳臨雲、羅天祥、王雨宣、謝墉 | 謝墉Δ(青年黨)(女)      | 周紹伊以12000餘票當選，陳臨雲得10000餘幾百票，羅天祥得2000餘票，王雨宣得400餘票，謝庸最少得100餘票 |
| 珙縣       | 1    | 李有釗       |                              |                        | [ 42 ]                                                                                             |
| 高縣       | 1    | 曾天全(退讓) | ？、閔錫如、朱應瑞           | 閔錫如Δ(民社黨) 朱應瑞 | |
| 筠連縣     | 1    | 劉幼甫       |                              |                        | [ 46 ]                                                                                             |
| 長寧縣     | 1    | 梁叔子       |                              |                        | [ 47 ]                                                                                             |
| 沐愛設治局 | 1    | 郭民         | 郭士沅                       | 郭士沅                 | 郭士沅于1989年12月30日遇刺身亡                                                                     |

### 第七行政督察區(8縣)
| 選區   | 名額 | 當選名單                 | 候補名單               | 遞補人及遞補時間 | 備註                               |
| ------ | ---- | ------------------------ | ---------------------- | ---------------- | ---------------------------------- |
| 瀘縣   | 1    | 羅國熙                   |                        |                  |                                    |
| 隆昌縣 | 1    | 曾琦                     |                        |                  |                                    |
| 富順縣 | 2    | 周迅予(退讓)、汪志偉(女) | 鄒岱儒                 | 鄒岱儒Δ(青年黨)  | 汪志偉為仁壽人，其夫陳志書為富順人 |
| 敘永縣 | 1    | 黃季陸                   |                        |                  |                                    |
| 合江縣 | 1    | 何肅雍                   | 陳秋農、梁父吟、李元傑 |                  | [ 50 ]                             |
| 納谿縣 | 1    | 朱星門                   | 蘇顯義、楊垓、沈煥文   |                  | [ 51 ]                             |
| 古宋縣 | 1    | 李華駿                   | 楊銳、秦紹恬、李雲     |                  |                                    |
| 古藺縣 | 1    | 彭綸                     |                        |                  |                                    |

### 第八行政督察區(8縣1局)
農祥設治局未列為選舉區域，缺額
| 選區   | 名額 | 當選名單                 | 候補名單               | 遞補人及遞補時間                             | 備註   |
| ------ | ---- | ------------------------ | ---------------------- | -------------------------------------------- | ------ |
| 彭水縣 | 1    | 艾定九                   |                        |                                              | [ 52 ] |
| 酉陽縣 | 1    | 陳蒿蓀                   |                        |                                              |        |
| 涪陵縣 | 2    | 何龍慶、彭志明(退讓)(女) | 游爾莊、薛樹華(女)     | 游爾莊Δ(青年黨)(女) 薛樹華(民國42年10月30日) |        |
| 南川縣 | 1    | 周榕邨(退讓)             | 劉泗英                 | 劉泗英Δ(青年黨)                              | [ 56 ] |
| 酆都縣 | 1    | 吳錦堂(退讓)             | 鄭許無、江秉彝、劉淑筠 | 江秉彝Δ(民社黨)                              | [ 57 ] |
| 黔江縣 | 1    | 陳質堅                   |                        |                                              | [ 58 ] |
| 秀山縣 | 1    | 吳毓江                   |                        |                                              |        |
| 武隆縣 | 1    | 蕭鴻逵                   | 吳鴻仁、楊定芳、曾克家 |                                              | [ 59 ] |

### 第九行政督察區(9縣)
| 選區   | 名額 | 當選名單 | 候補名單                       | 遞補人及遞補時間                 | 備註                                                    |
| ------ | ---- | -------- | ------------------------------ | -------------------------------- | ------------------------------------------------------- |
| 萬縣   | 1    | 李寰     |                                |                                  | 李寰得票71萬2千多張，為數最多當選                       |
| 奉節縣 | 1    | 羅玉策   |                                |                                  |                                                         |
| 開縣   | 1    | 尹輝九   |                                |                                  |                                                         |
| 忠縣   | 1    | 陳希桓   |                                |                                  |                                                         |
| 石砫縣 | 1    | 陳蘭亭   |                                |                                  |                                                         |
| 巫山縣 | 1    | 李非武   | 李仲良、唐伯岳                 | 李仲良Δ 唐伯岳(民國42年11月11日) | [ 63 ]                                                  |
| 巫溪縣 | 1    | 向鑑秋   | 田自遠、沈文英(女)、李鑄緗(女) | 沈文英                           | 向鑑秋48957票，田自遠12099票，沈文英8482票，李鑄緗303票 |
| 雲陽縣 | 1    | 凃廷凱   | 朱側揚、凌雲程、鐘植三         |                                  | [ 65 ]                                                  |
| 城口縣 | 1    | 王俊賢   |                                |                                  |                                                         |

### 第十行政督察區(7縣)
| 選區   | 名額 | 當選名單     | 候補名單               | 遞補人及遞補時間 | 備註 |
| ------ | ---- | ------------ | ---------------------- | ---------------- | --- |
| 大竹縣 | 1    | 范紹增       |                        |                  | |
| 渠縣   | 1    | 張惠昌(退讓) | 周一生、張彬、周德昭   | 周德昭Δ(青年黨)  | [ 66 ] [ 67 ] |
| 廣安縣 | 1    | 談榮章       |                        |                  | |
| 梁山縣 | 1    | 孟浩然       | 謝鼎銘、蔣彬、王旭夫   |                  | 孟浩然得票80843張，謝鼎銘居二、蔣彬第三、王旭夫得票325張為最少孟浩然赴京參會，而梁山縣代表已由中央圈定王旭夫(國鈞)搶先報到。經力爭始獲更正，仍由孟浩然入場參會。 |
| 鄰水縣 | 1    | 包衡         | 劉之德                 |                  | 候選人有楊平章、包衡、劉之德、余模、張效翼 |
| 墊江縣 | 1    | 譚叔愚       | 沈英儒、程澤友、劉道三 |                  | 譚叔愚得42796票當選，沈英儒得27849票候補，程澤友得17321票候補，劉道三得13988票候補                                                                               |
| 長壽縣 | 1    | 孔慶宗       | 張兆                   | 張兆             | 參加競選國大代表的有孔慶宗、張兆、吳夢樵、劉樹芬、黃蜀鐘、孫克恕。競選結果，孔慶宗以多數票當選，張兆選為候補。                                                   |

### 第十一行政督察區(8縣)
| 選區   | 名額 | 當選名單     | 候補名單               | 遞補人及遞補時間 | 備註          |
| ------ | ---- | ------------ | ---------------------- | ---------------- | ------------- |
| 南充縣 | 1    | 黃驥         |                        |                  |               |
| 岳池縣 | 1    | 羅傑         |                        |                  |               |
| 蓬安縣 | 1    | 劉湘石(退讓) | 魏時珍                 | 魏時珍Δ(青年黨)  | [ 76 ]        |
| 營山縣 | 1    | 李樵         |                        |                  |               |
| 南部縣 | 1    | 李元宗(退讓) | 張拔林、羅文富、祝雨亭 | 祝雨亭Δ(青年黨)  | [ 77 ] [ 78 ] |
| 武勝縣 | 1    | 唐毅         |                        |                  |               |
| 西充縣 | 1    | 王纘緒       |                        |                  |               |
| 儀隴縣 | 1    | 李煒如       |                        |                  |               |

### 第十二行政督察區(9縣)
| 選區   | 名額 | 當選名單     | 候補名單                       | 遞補人及遞補時間         | 備註   |
| ------ | ---- | ------------ | ------------------------------ | ------------------------ | ------ |
| 遂寧縣 | 1    | 李樹驊       | 張國麟                         | 張國麟(民國42年10月27日) |        |
| 安岳縣 | 1    | 李放六       |                                |                          |        |
| 中江縣 | 1    | 倪志操       |                                |                          |        |
| 三台縣 | 1    | 徐堪         | 劉雨卿                         | 劉雨卿(民國58年12月11日) |        |
| 潼南縣 | 1    | 徐次珩       |                                |                          |        |
| 蓬溪縣 | 1    | 周方潤(退讓) | 蔣述法、周冶坊                 | 周冶坊Δ(青年黨)          | [ 83 ] |
| 樂至縣 | 1    | 謝無量       |                                |                          |        |
| 射洪縣 | 1    | 袁守成       |                                |                          | [ 84 ] |
| 鹽亭縣 | 1    | 任師尚(退讓) | 毛光遠、袁煥仙、杜代三、袁次珩 | 毛光遠Δ                  | [ 85 ] |

### 第十三行政督察區(9縣)
| 選區   | 名額 | 當選名單     | 候補名單               | 遞補人及遞補時間 | 備註 |
| ------ | ---- | ------------ | ---------------------- | ---------------- | --- |
| 綿陽縣 | 1    | 王運明       |                        |                  | |
| 綿竹縣 | 1    | 陳虞         |                        |                  | |
| 廣漢縣 | 1    | 曾甦元       |                        |                  | |
| 安縣   | 1    | 劉丕承(退讓) | 張懋霖、袁玉章、劉先軫 | 張懋霖Δ(青年黨)  | 劉丕承當選國大代表，張懋霖、袁玉章、劉先軫當選為候補代表，後奉令將國大代表名額讓與青年黨人張懋霖，劉丕承為候補。 |
| 德陽縣 | 1    | 劉蔭濃       | 黃天評、廖政瓊         | 黃天評           | 候選人有劉蔭濃、黃天評、廖政瓊、周潮生、馬玉林等。                                                               |
| 什邡縣 | 1    | 馬昆山       |                        |                  | |
| 彰明縣 | 1    | 傅正邦       |                        |                  | |
| 梓潼縣 | 1    | 周邵華       |                        |                  | |
| 羅江縣 | 1    | 何静源       |                        |                  | |

### 第十四行政督察區(10縣)
| 選區   | 名額 | 當選名單     | 候補名單               | 遞補人及遞補時間 | 備註   |
| ------ | ---- | ------------ | ---------------------- | ---------------- | ------ |
| 廣元縣 | 1    | 王仕悌       |                        |                  |        |
| 劍閣縣 | 1    | 孟玉森(退讓) | 周子強、賈伯儀、賈仲仙 | 賈仲仙Δ(青年黨)  | [ 88 ] |
| 蒼溪縣 | 1    | 常誨清       |                        |                  |        |
| 江油縣 | 1    | 蹇少樵       |                        |                  |        |
| 閬中縣 | 1    | 蕭端重       |                        |                  |        |
| 昭化縣 | 1    | 賈文秦       |                        |                  |        |
| 北川縣 | 1    | 劉厚甫       | 張羽、王會雲、朱乾甫   |                  | [ 89 ] |
| 平武縣 | 1    | 余朋期       | 張卓然                 |                  |        |
| 青川縣 | 1    | 羅經綸       |                        |                  |        |
| 旺蒼縣 | 1    | 馮孝先       |                        |                  |        |

### 第十五行政督察區(7縣1局)
| 選區       | 名額 | 當選名單     | 候補名單               | 遞補人及遞補時間 | 備註   |
| ---------- | ---- | ------------ | ---------------------- | ---------------- | ------ |
| 達縣       | 1    | 李汝衡       |                        |                  |        |
| 巴中縣     | 1    | 李宇杭       |                        |                  |        |
| 開江縣     | 1    | 顏德基       |                        |                  |        |
| 宣漢縣     | 1    | 梁列五       |                        |                  |        |
| 萬源縣     | 1    | 張一斌(退讓) | 鄒桂芳、董咸宜、杜興中 | 鄒桂芳Δ(青年黨)  | [ 90 ] |
| 通江縣     | 1    | 王翼民       |                        |                  |        |
| 南江縣     | 1    | 李蜀華       |                        |                  |        |
| 平昌設治局 | 1    | 鮮熾賢       |                        |                  |        |

### 第十六行政督察區(6縣2局)
興中設治局、麥桑設治局未列為選舉區域，缺額
| 選區   | 名額 | 當選名單 | 候補名單               | 遞補人及遞補時間         | 備註 |
| ------ | ---- | -------- | ---------------------- | ------------------------ | ---- |
| 茂縣   | 1    | 順公著   |                        |                          |      |
| 理縣   | 1    | 車肇威   |                        |                          |      |
| 懋功縣 | 1    | 劉文彬   |                        |                          |      |
| 松潘縣 | 1    | 趙受百   | 米沛之、楊澤孚、王聯奎 | 王聯奎(民國42年11月11日) |      |
| 汶川縣 | 1    | 高世樞   |                        |                          |      |
| 靖化縣 | 1    | 馬義全   |                        |                          |      |

## 相關文獻
- 「第一屆國民大會專輯」民國37年11月 何漢章編輯 東方出版社
- 「中華民國選舉史」附錄議員姓名錄，民國76年，中央選舉委員會、內政部檔案：各級民代選舉罷免-國代當選證書（國史館庋藏）
- 「第一屆國民大會第一次會議代表席次號碼表」民國37年 國民大會秘書處編印
- 「第一屆國民大會代表名冊」民國37年 國民大會秘書處編印
- 「第一屆國民大會代表名錄」民國50年10月 國民大會秘書處編印
- 「第一屆國民大會代表名錄」民國73年1月 國民大會秘書處編印
- 「第一屆國民大會代表名錄」民國79年2月 國民大會秘書處編印
- 「第一屆國民大會實錄」民國50年10月 國民大會秘書處編印
- 「第一屆國民大會逝世代表傳略」第一至六輯 國民大會秘書處編印

1. ↑  「行憲國大代表名單」，《內政統計月報》，內政部統計處編印，民國37年7、8、9期合訂本
2. ↑  第一屆國民大會四川省成都市代表孫震於民國74年9月9日病逝，應依法註銷其名籍。(74)華總(一)義字第4809號(74.09.23)，總統府公報第4508號
3. ↑  國民大會江蘇等省區域代表羅奕民(江蘇省如皋縣)等七人，及候補人胡開瑩(四川省新津縣)等四人，均行踪不明三年以上，並於公告期限內未向本部聲報，自應分別依法辦理，其缺額由候補人沈立人等七人遞補。檢附名單。(43)台統(一)字第1365號(43.03.09)，總統府公報第478號
4. ↑  第一屆國民大會四川省新津縣代表文守仁於民國76年6月14日病逝，應依法註銷其名籍。(76)華總(一)義字第2338號(76.06.30)，總統府公報第4789號
5. ↑  四川省崇慶縣國民大會代表楊永浚被匪殺害，經查屬實，依法應註銷名籍，並以該縣第一名候補人雷清塵遞補，准照辦，(42)台統(一)字第1141號(42.04.14)，總統府公報第394號
6. ↑  第一屆國民大會四川省崇慶縣代表雷清塵於民國54年2月16日病故，自應依法註銷其名籍。(54)台統(一)義字第4107號(54.03.23)，總統府公報第1630號
7. 1 2 3  四川省新都縣國民大會代表馬維骥，候補第一名郭健文，第二名賴伯軒等三人均死亡屬實，依法應註銷名籍，並以候補第三名林樹恩遞補，准照辦，(41)台統(一)字第1041號(41.10.13)，總統府公報第368號
8. ↑  第一屆國民大會四川省新都縣代表林樹恩於民國68年1月22日病故，應依法註銷其名籍。(68)台統(一)義字第0891號(68.02.20)，總統府公報第3477號
9. ↑  「金堂縣競選國大、立委的內幕和醜劇」，張興文，《金堂文史》，徐德勳主編；中國人民政治協商會議四川省金堂縣委員會文史資料研究委員會編，巴蜀書社，1990.02，第372頁
10. ↑  「1947年資中國大選舉餘波」，士心，中國人民政治協商會議四川省內江市委員會文史資料委員會.《內江文史資料選輯》第9輯.1992年12月第1版.第36頁
11. ↑  中國人民政治協商會議四川省資陽縣委員會文史資料研究委員會. 《資陽文史資料》第4輯.1989.05.第99頁
12. ↑  選舉結果，羅文謨獲選票22萬餘票，曹徽獲1000多票，鍾濤獲800多票，廢票近萬，全縣有二十三萬多選民.中國人民政治協商會議四川省榮縣委員會文史資料研究委員會.《榮縣文史資料選輯》第6輯.第124頁
13. ↑  國民大會四川省仁壽縣代表唐式遵，河北省滄縣代表張樹聲，大興縣代表馬漢三，湖南省保靖縣代表喻英奇，全國性教育團體東區代表朱經農，山東省濟南縣代表王子壯等六人，業經查明死亡屬實，依法應予分別註銷名籍，准予備案，(43)台統(一)字第1384號(43.04.13)，總統府公報第488號
14. ↑  第一屆國民大會四川省仁壽縣代表何無瑕於民國70年11月2日病故，應依法註銷其名籍。(70)台統(一)義字第8186號(70.12.18)，總統府公報第3919號
15. ↑  競選者有方超、樊巨川、宋明昕、傅魯唯，李靖華、鍾杜蘅、劉朱秀中等。方超得票17萬多張當選，樊巨川得票不到10萬張，為候補代表；女代表劉朱秀中得票4萬多張當選，李清華為候補代表。政協四川省簡陽縣委員會文史資料研究組《.簡陽文史資料選編》第84頁
16. ↑  四川省選舉事務所於民國三十七年(1948年)五月代電威遠縣選舉事務所云：「……威遠、忠縣、馬邊、南溪、銅梁、綿陽、閬中、武隆等八縣國代問題，各該縣原當選人余厚欽等八人，願於出席第一屆第一次大會後，即退讓與各該縣友黨代表羅永揚……等」。到七月時，南京召開「國大」會議已過數月，四川省選舉事務所主席委員王陵基又代電威遠縣選舉事務所云： 「查民社黨提名該縣國大代表羅永揚，業經奉選舉總所電示，填發國民代表當選證書在案仰即知照。」中國人民政治協商會議威遠縣委員會文史資料研究委員會. 《威遠文史資料選輯(第7輯)紀念中華人民共和國和全國政協成立四十周年專輯》.1989.12.第118頁
17. ↑  第一屆國民大會四川省威遠縣代表羅永揚於民國77年2月10日病故，依法註銷其名籍，(77)華總(一)義字第0795號(77.03.07)，總統府公報第4900號
18. ↑  璧山縣區域選舉申請登記為國大代表候選人的有葉百年、胡國成、唐及甫、江榮普、李特超、仇秀敷、蔡迪、胡信誠、陳光榮9人。區域實有選民186673人，發出選票104389張，占選民總數的55.92％。其中有效票102096張，廢票2293張。胡國成獲32541票，當選為璧山縣國大代表；仇秀敷獲30594票，為第一候補代表。四川省璧山縣誌編纂委員會編纂.《璧山縣誌》.四川人民出版社，1996.第483-484頁
19. ↑  永川縣國大候選人7人，國民黨提的何維伯，青年黨提的周健甫，民社黨提的唐尚珍，社會上簽署提的彭光漢、何本初、陳叔年、陳方玉。選舉揭曉：彭光漢得票最多，有6萬多張；何維伯4萬多張；陳叔年2萬多張；唐尚珍有幾千張。「我與永川民社黨」，鄧崇仕，《永川文史資料選輯》第6輯，中國人民政治協商會議四川省永川縣委員會文史資料委員會，1990.12，第125頁
20. ↑  第一屆國民大會四川省江津縣代表周開慶已於民國76年11月17日病逝，應依法註銷其名籍。(76)華總(一)義字第4004號(76.12.03)，總統府公報第4857號
21. ↑  江津參加國大代表競選的有何澤襄（何策襄）、周開慶、王思誠、蹇禹門、況鴻翔等5人。江津縣地方志編輯委員會.《江津縣誌》.四川科學技術出版社，1995年06月第1版.第528頁
22. ↑  江北縣選舉事務所公告江北縣國大代表候選人名單：戴正誠、賀德府、龔曼華、封聘梁、張君達、宋拓予等6名。中國人民政治協商會議江北縣委員會文史資料研究委員會.《江北縣文史資料》（第3輯）.1988年12月第1版.第15頁
23. ↑  張元良、張和笙、唐錦柏、秦藩、趙杓、傅宗功、程友民等7名候選人。四川省合川縣地方志編纂委員會編.《合川縣誌》.四川人民出版社，1995年12月第1版.第216頁
24. ↑  榮昌成立選舉事務所。11月12—23日，各鄉鎮進行投票選舉國大代表。26日開票結果，余際唐當選，甘明蜀、李永中、卿俊候補。重慶市榮昌縣誌編修委員會編.《榮昌縣誌》.四川人民出版社，2000.第25頁
25. ↑  綦江縣以十四萬票的絕對多數選出吳舉宜為國大代表。讓予僅得四萬餘票的青年黨人劉華。「吳舉宜事略」，霍鳳棲整理，《綦江文史資料》第6輯，政協四川省綦江縣委員會文史資料研究委員會，1986.08，第20頁
26. ↑  大足縣有效投票數為183272張，黃慶雲得票為124688張，鄭雪得票不上3000張，黃當選為大足縣國大代表，被迫退讓鄭雪。中國人民政治協商會議，重慶市大足縣委員會教科文衛委員會編.《大足文史》(第19輯)大足掌故，2004.12.第151頁
27. ↑  第一屆國民大會四川省北碚管理局代表徐政於民國71年10月29日病逝，應依法註銷其名籍。(71)台統(一)義字第6837號(71.11.19)，總統府公報第4063號
28. ↑  蒲江縣國大代表侯選人有李注東、汪泳龍、張亮清、安蜀民、錢英、戴成章等六人。《蒲江文史資料選輯》第1輯，中國人民政治協商會議蒲江縣委員會文史資料研究委員會，1986.12，第45頁
29. ↑  《新新新聞》在民國卅六年十二月二日報導說：「川省選舉事務所頃又接到各縣選電，報各縣選所各當選國大代表名單一批……邛崍縣當選人張鶴林，第一候補人張世良，第二候補人金存榮，第三侯補人植久安。
30. ↑  四川省大邑縣誌編纂委員會編纂.大邑縣誌.成都市：四川人民出版社，1992.02.第250頁
31. ↑  候選人有趙文鈞、李良知、王祖德、陳憲武等，「洪雅國大代表競選紀實 」.《洪雅文史資料》第2輯，第28頁
32. ↑  夾江縣編史維修志委員會.《夾江縣誌》.四川人民出版社，1989年12月第1版.第402頁
33. ↑  選舉結果：張運國18581票、張秉升18493票、胡貴德14184票、朱廉泉135票，張秉升敗選後，一方面支使人員向四川省高等法院指控張國運曾因貪污褫奪公權，尚未期滿請予撤銷候選人資格；一方面暗示余崇光等人以當選人不符合條件，向高等法院提出應依次由張秉升遞任國大代表。高等法院開庭辯論，被告張國運既未出庭陳述，又未提交答辯書狀，因而判決張國運的代表資格無效。「名山縣競選國大代表始末」，王加富，中國人民政治協商會議四川省名山縣委員會文史資料徵集委員會.名山縣文史資料 第5輯.1989.10.第1-5頁
34. ↑  謝寶珊、彭宗佑、方采芹等參選，「記丹稜縣國大代表的選舉」，彭維傑，中國人民政治協商會議丹棱縣委會文史資料研究委員會.《丹稜文史》第3輯.1989年11月第1版.第24頁
35. ↑  民國36年9月1日成立了國民代表大會四川省犍為縣選舉事務所，縣長夏奠山兼任主席，督辦全縣有關選舉事項。縣國大代表候選人共5人：寧芷邨(簽署提名)、余萬全(簽署提名)、楊有誼(簽署提名)、楊美霖(國民黨提名)、費明揚(青年党提名)， 11月21日至23日為全縣國大代表選舉日，選舉結果，楊美霖得選票101772張獲勝。但國民黨中央指定青年黨中央委員費明揚(得票5762張)為國大代表，楊美霖被迫退讓。四川省犍為縣誌編纂委員會編纂.《犍為縣誌》.四川人民出版社， 1991.08.第505頁
36. ↑  民國36年9月2日，成立縣國民代表大會選舉事務所，王源學為主任委員。17鄉鎮分設投票所，進行選民登記、候選人登記和公布有關事宜。全縣登記的選民共90389 人，公布的候選人有汪洋等7人。11月26日，各鄉鎮投票所同時投票選舉，實際參加投票人數為84470人。魏崇陽以33584票當選國大代表，張大明24711票為候補」。四川省峨眉縣誌編纂委員會編纂.《峨眉縣誌》.四川人民出版社，1991.11.第135-136頁
37. ↑  第一屆國民大會四川省沐川縣代表劉京南於民國60年2月27日病故，自應依法註銷其名籍。(60)台統(一)義字第7252號(60.04.08)，總統府公報第2260號
38. ↑  「宜賓縣國民大會代表選舉，於民國36年12月21日至23日在各鄉、鎮投票所投票。11月24日至28日開票畢，區域選舉結果：凌均吉135872票當選為國大代表，蔡翼公100870票為第一候補人，鄧天翔69256票為第二候補人，朱大文13740票為第三候補人」。宜賓市人大常委會編.《宜賓市人大志1951-1990》.1991.09.第226頁
39. ↑  第一屆國民大會四川省慶符縣代表何培榮於民國47年3月20日病故，自應依法註銷其名籍。(47)台統(一)義字第1989號(47.04.15)，總統府公報第906號
40. ↑  《高縣誌》，高縣誌編纂委員會，1998，852 頁
41. ↑  興文縣核定羅天祥、陳臨雲、周紹伊、王雨宜4人為候選人。在競選中，4人各在《興文簡報》刊登宣傳資料，並在城鄉四處遍發標語傳單，宴賓客，拉選票。臨選前，國民政府總選所又突然劃青年黨黨員謝鏞為興文縣候選人。選舉結果，周紹伊以12000餘票當選，陳臨雲獲10000餘幾百票，羅天祥得2000餘票，王雨宣得400餘票，謝庸最少得100餘票；但總選所卻要周「義讓」與謝，以致僅獲100餘票的謝鏞竟成為國大代表。次年，國民大會在南京開場，各地「義讓」代表前往請願，哄鬧會場，周紹伊亦在其列。國民政府只得承認其代表資格，發給當選證，答應出席下次大會。「興文縣選舉國大代表是一場政治鬧劇」，興文縣政協委員蘭次瑜，政協興文縣文史研究委員會編，《興文縣文史資料》第5輯，1989，第3-9頁
42. ↑  珙縣選區核定楊愈偉、胡德鈴、李有釗、孫鐵夫、李登驥等五人為國大代表候選人。全縣核定選民81183人，選舉總票數為65518票，李有釗得38620票，當選國大代表。四川省珙縣誌編纂委員會.《珙縣誌》.四川人民出版社，1995年08月第1版.第577-578頁
43. ↑  內政部回覆四川省政府關於高縣國大代表曾君過世後，該縣代表名額已讓與友黨第二順位候補人閔君當選，第一順位候選人毋庸遞補一事
44. ↑  第一屆國民大會四川省高縣選出之代表朱應瑞於民國69年5月18日病故，依法註銷其名籍，(69)台統(一)義字第3483號(69.06.18)，總統府公報第3684號
45. ↑  第一屆國民大會四川省筠連縣代表劉幼甫已病故，自應依法注銷其名籍。(58)台統(一)義字第6048號(58.07.09)，總統府公報第2079號
46. ↑  新疆省府秘書長曾小魯、瀘縣專區專員劉幼甫、旺蒼縣縣長錢文華、交警總隊隊長田動雲參加競選國大代表。筠連縣政協文史資料研究委員會.《筠連縣文史資料選輯》（第3期）.1985年10月.第30頁
47. ↑  候選人為梁叔子、盧畇原、呂永河、黃爾昌、吳哲儒5人四川省長寧縣誌編纂委員會.《長寧縣誌》.巴蜀書社，1994年07月第1版.第503頁
48. ↑  國民大會浙江省慈谿縣代表陳布雷，吳興縣代表戴傅賢，四川省隆昌縣代表曾琦，先後病逝，依法應予分別註銷名籍其所遺缺額，俟各該縣代表候補人申請遞補時再行依法辦理。(43)台統(一)字第1313號(43.01.12)，總統府公報第463號
49. ↑  第一屆國民大會四川省敘永縣代表黃季陸於民國74年4月24日病逝，應依法註銷其名籍。(74)華總(一)義字第2271號(74.05.10)，總統府公報第4450號
50. ↑  何肅雍得48837票，陳秋農得39520票，梁父吟得1767l票，李元傑得16587票，王紹烈得244票，夏之時得178票，劉少華得117票。中國人民政治協商會議四川省瀘州市委員會文史資料工作委員會.《瀘州文史資料選輯》（第5輯）.1985年03月第1版.第50頁
51. ↑  參選有沈煥文、蘇顯義(仲模)、劉德明、楊垓、朱星門、袁公輔、黃志堅、杜其書、黃冠軍、何文華等。「納谿縣競選偽國大代表的經過」，丹楓，四川省納溪縣委員會納溪縣文史資料研究委員會.《納谿縣文史資料選輯》第6輯.第15-31頁
52. ↑  1950年10月30日，彭水縣召開了公審大會，處決了艾定九。《彭水苗族土家族自治縣概況》，《彭水苗族土家族自治縣概況》編寫組編寫，民族出版社，2007，第54頁
53. ↑  第一屆國民大會四川省涪陵縣代表何龍慶於民國65年9月12日病故，依法註銷名籍，(65)臺統(一)義字第3328號(65.09.30)，總統府公報第3103號
54. 1 2  四川省涪陵縣國民大會代表游爾莊及該縣候補第一名彭志明均被匪殺害，經查屬實，依法自應分別註銷名籍，並以候補第二名薛樹華遞補。(42)台統(一)字第1263號(42.10.30)，總統府公報第441號
55. ↑  按此處誤，彭志明於1986年8月病逝，「曾在蔣經國身邊工作的共產黨員—我所知道的父母親」，王澤輝，《少城文史資料》第十八輯，政協成都市青羊區委員會，文史與學習委員會編，2005，第142頁
56. ↑  11月21—23日，全縣選舉國大代表，周榕邨當選。但國民黨中央圈定劉泗英(任青年黨中央黨部秘書長)為國大代表，委任周榕邨為全國戡亂委員會委員。南川縣誌編纂委員會.《南川縣誌》.四川人民出版社，1991年11月第1版.第14頁
57. ↑  民國36年10月至12月，經省核定，酆都應選國大代表1名，吳錦堂、鄭許無、江秉彝、劉淑筠4人為候選人。全縣各鄉(鎮)和機關法團設投票站，縣選舉事務所發出選票268951張，選舉結果有效票254846張，其中吳錦堂167785張，鄭許無58801張，江秉彝15847張，劉淑筠5283張。《酆都縣誌》四川省酆都縣地方誌編纂委員會四川科學技術出版社，1991·第378頁
58. ↑  民國36年4月，開始調查登記候選人和統計選民，全縣時有選民75952人。以18個鄉鎮和農會、工會、商會、婦女會、中醫會5個團體為單位，劃分為23個選區．9月成立選舉事務所，辦理候選人登記。區域代表候選人有楊德滋、陳質堅、談國材、黃行健、程紹滋、陶濟月、徐少簡、胡述芸、朱一成9人。陳質堅是中國國民黨中央圈定候選人，姚鳳平以縣黨部書記長和選舉委員會主任名義授意「務使其當選，否則將受處分」。11月21日至23日舉行選舉，陳質堅以14397票的多數當選為國大代表。《黔江縣誌》，四川省黔江土家族苗族自治縣誌編纂委員會編，中國社會出版社，1994，第219頁
59. ↑  民國36年(1947年)9月1日。成立武隆縣選舉事務所，縣長胡鑄坊任主任委員，縣政府第一科科長喻振華任總幹事，下設選務、事務兩科。從縣政府各科抽調公職人員19人具體辦理選舉事務。全縣設置24個投票所，每投票所設管理主任1人，管理員2人，監票員3人。縣城設置開票所，負責開箱計票，由管理主任1人，管理員23人，監票員6人組成，11月8日，縣選舉事務所公布蕭鴻逵、楊定芳、曾克家、吳鴻仁為國民大會代表候選人。此後，競選活動展開。蕭鴻逵組織互助社，並利用胡鑄坊為首的「十人團」拉票。中國國民黨武隆縣執行委員會書記楊定芳，以蕭鴻逵、吳鴻仁、曾克家不是國民黨中央提名的候選人為由予以排斥，欲以國民黨武隆縣黨魁的優勢取勝。11月21～23日，各地進行選舉投票。11月27～29日，開箱計票。蕭鴻逵得11204票，當選為國民大會代表。吳鴻仁得9786票、楊定芳得8630票、曾克家得6589票，均為候補代表。《武隆縣誌》，四川省武隆縣誌編纂委員會編纂，四川人民出版社，1994，第144頁
60. ↑  「萬縣產生國大代表1名，中央核定李寰為候選人，候補候選人為黃乾元。參加國大代表自由競選的還有劉庭槐、余詡(余鳴謙)，左朋(左梧岡)、冉冲。國大代表選舉在全縣各鄉鎮進行，由縣政府、縣黨部請托各機關負責人去城鄉監選。投票後，選票當眾封好，派員送到縣府，於6月28日在贛華戲院當眾開箱驗票，各機關首長親臨監視，縣長何子君唱票。計票結果，李寰得票71萬2千多張，為數最多，當選。」『萬縣選舉國大代表和立法委員情況』，何朝俊，中國人民政治協商會議四川省萬縣委員會文史資料工作委員會.《萬縣文史資料選輯》第3輯.1989.06.第36-38頁
61. 1 2  四川省巫山縣國民大會代表李仲良及候補第一名李非武被匪殺害，經查屬實。依法自應註銷名籍，並依次以第二名候補人唐伯岳遞補。(42)台統(一)字第1270號(42.11.11)，總統府公報第444號
62. ↑  第一屆國民大會四川省巫山縣代表唐伯岳於民國57年8月6日病故，自應依法註銷其名籍。(57)台統(一)義字第5575號(57.09.26)，總統府公報第1996號
63. ↑  選舉結果，李非武75584票，李仲良8269票、唐伯岳512票。攝於壓力，李非武申請退作第一候補人。《巫山縣誌》，四川省巫山縣誌編纂委員會編纂，四川人民出版社，1991.12，第381頁
64. ↑  「四川省選舉事務所的規定，國大代表的投票選舉以鄉(鎮)為單位設立投票所。我縣二十三個鄉(鎮)，設二十三個投票所，全縣於民國三十六年(1947年)11月21日至23日為國大代表的投票選舉日。我縣共有選民91722人，參加投票的69842人(包括代票在內)，參選率為76.14％。計票結果：向鑑秋48957票，田自遠12099票，沈文英(女)8482票，李鑄緗(女)303票。向鑑秋得票最多，當選為國民大會代表，田自遠為第一候補人，沈文英為第二候補人，李鑄緗為第三候選人。向鑒秋於民國37年(1948年)3月29日至5月1日到南京出席了第一屆國民大會。會期中鄧文儀(沈文英夫)佈置人暗殺向鑑秋，向聞訊後在會議中途返回巫溪。」『巫溪縣競選國大代表補遺』 陳守雲 巫溪縣政協文史資料工作員會編.《巫溪文史資料》(第7輯).1987.04.第66-74頁
65. ↑  「民國36年9月1日，縣政府成立雲陽縣選舉事務所，正式開展國民代表大會(以下簡稱國大)代表候選人登記工作。縣國大代表候選人由四川省圈定，雲陽被圈定的候選人有凃廷凱、朱側揚。正當涂、朱二人競爭激烈的時候，四川省又圈定鐘植三由重慶回雲陽參加競選。國民黨雲陽縣黨部支持凃廷凱，三青團雲陽分團支持朱側揚、鐘植三。黨團雙方出動全班人馬，分赴各鄉大辦酒席招待選民，並封官許願，爭取選票。同年11月28日選舉揭曉，凃廷凱當選為國大代表，朱側揚、凌雲程、鐘植三為國大候補代表。」雲陽縣誌編纂委員會編纂.《雲陽縣誌》.四川人民出版社，1999.第680頁
66. ↑  周一生(周玉書)、張彬、周德昭、吳小康、張惠昌、黃伯忠(後放棄)，共6人參加。競選結果南派支持的張惠昌以得11萬多張票當選為渠縣國大代表，北派支持的周一生以十萬另幾百張票當選為候補第一名，張彬三萬多張票為候補第二名，周德昭二萬多張票為候補第三名。「渠縣派系鬥爭的由來及其演變」，楊子華，中國人民政治協商會議四川省渠縣委員會文史資料研究委員會編.《渠縣文史資料》(第2輯).1989.第63-67頁
67. ↑  渠縣國大選舉和蔣介石任總統的經過［張惠昌］，四川省政協文史資料委員會編.《四川文史資料集粹》(第2卷)政治軍事編.四川人民出版社，第435-441頁
68. ↑  國民大會四川省廣安縣代表談榮章於民國43年8月11日病故，依法應予註銷名籍。(43)台統(一)字第1424號(43.09.03)，總統府公報第529號
69. ↑  「梁山縣國大代表選舉點滴」，田光國，梁平縣政協文史資料委員會.《梁平縣文史資料》第2輯.1989.09.第66-68頁
70. ↑  「梁山縣國大代表孟浩然赴南京開會實況」，唐仲朋，1948年國大代表孟浩然偕秘書許慎封自縣起程赴南京，參加國大會議，而梁山縣代表已由中央圈定王旭夫(國鈞)搶先報到。孟見狀忿起報告范紹增(大竹縣國大代表，能控制川西、北數十票，可稱巨擘)。經向當局力爭，始獲得更正，仍由孟浩然入場參會。梁平縣政協文史委員會編.《梁平文史資料》(第7輯).2003.12.第214頁
71. ↑  「梁山縣國大代表競選記」，江家仁、藍田，《萬縣地區地方誌通訊》，1987年第2期，第41-42頁
72. ↑  《鄰水縣志》，四川省鄰水縣地方志編纂委員會編， 四川科學技術出版社， 1991
73. ↑  「民國36年(1947)9月，成立墊江縣國民代表大會選舉事務所，縣長譚俊明為主任委員。20個鄉鎮分設投票所，進行選民登記、候選人登記和公佈有關事宜。全縣登記選民131813人，候選人有中國國民黨省黨部提名的劉道三，有由基層選民500人聯名推選的譚叔愚、沈英儒(沈其宇)、胡大斌、程澤友。11月29日，各鄉鎮及職業團體投票完畢，即派專人護送票櫃到縣。選舉共發選票128279張中，棄權票2072張，廢票606張。計票結果，譚叔愚得42796票當選，沈英儒得27849票候補，程澤友得17321票候補，劉道三得13988票候補，其他9人得23647票。」四川省墊江縣誌編纂委員會編纂.《墊江縣誌》.四川人民出版社， 1993.12.第203-204頁
74. ↑  第一屆國民大會四川省長壽縣代表張兆於民國59年11月5日病故，自應依法註銷其名籍。(59)台統(一)義字第7003號(59.12.29)，總統府公報第2232號
75. ↑  中國人民政治協商會議四川省長壽縣委員會文史資料研究委員會.《長壽縣文史資料》(第4輯).1988.10.第3頁
76. ↑  民國36年(1947年)秋，蓮安縣國大代表選舉於是年9月1日開始，劉湘石、伍心谏、魏時珍等14人。劉湘石得票最多，當選為國大代表。被迫讓給青年黨魏時珍，劉湘石不從。大會開幕時，到南京抬棺絕食抗議，直至大會閉幕時承認其國大代表資格。《蓬安縣誌》，蓬安縣誌編纂委員會編，四川辭書出版社，1994，第118頁
77. ↑  國民大會代表選舉，李元宗當選國大代表，張拔林、羅文富、祝雨亭為候補國大代表。《南部縣誌》，四川省南部縣誌編纂委員會編纂，四川人民出版社，1994，第28頁
78. ↑  為「照顧友黨」，我縣僅有的一員國大代表名額讓給青年黨。選舉結果．李元宗(字祧伯，老鴉鄉人，先由漢南軍事學校畢業後，即在川軍劉湘部由排長連續升到 18師師長是劉嫡系將領之一)得票11萬餘張，羅文富得票5萬多張，而青年黨的候選人祝雨亭(原名喜春，新政人，川大文學系畢業，南部青年黨負責人。當時作縣政府教育科督學)得票不到3萬張。「四十年代民意機構選舉述略」，孫拮剛，《南部史志資料》，1986年，第1期，第7-8頁
79. ↑  第一屆國民大會四川省武勝縣代表唐毅於民國62年6月30日病故，自應依法注銷其名籍。(62)台統(一)義字第3510號(62.08.03)，總統府公報第2608號
80. ↑  四川省遂寧縣國民大會代表李樹驊病故，經查屬實，依法註銷名籍，並以第一名候補人張國麟遞補。(42)台統(一)字第1256號(42.10.27)，總統府公報第440號
81. ↑  第一屆國民大會四川省三台縣代表徐堪於民國58年7月29日病故，自應依法注銷其名籍，並應依次由該單位候補人劉雨卿遞補。(58)台統(一)義字第6289號(58.12.11)，總統府公報第2123號
82. ↑  第一屆國民大會四川省三台縣代表劉雨卿於民國59年12月8日病故，自應依法註銷其名籍。(60)台統(一)義字第7118號(60.02.10)，總統府公報第2244號
83. ↑  民國36年，國民政府實施行憲大選，周方潤、周冶坊、蔣述法、戴明德等人參加競選，選舉結果周方潤當選，但國民政府圈定蓬溪縣為青年黨選區，指定由落選的周冶坊出席國民大會。《蓬溪縣誌》，蓬溪縣誌編纂委員會，1995，第475頁
84. ↑  候選人為袁守成，張燮生，吳汝成、謝道五。袁守成得票184791張當選。射洪縣縣誌編纂委員會編.《射洪縣誌》.四川大學出版社，1990年12月第1版.第665頁
85. ↑  區域候選人任師尚得票50869票，毛光遠45200票，袁煥仙24158票，杜代三628票，袁次珩18票。「群醜登台競選國大」，何天度，中國人民政治協商會議四川省鹽亭縣委員會編.《鹽亭文史資料選輯》（第1輯）.1984年09月第1版.第26-32頁
86. ↑  檔號(全宗號/年度號/分類號/案次號)：A301000000A/0038/B12405/13-1
全宗名：內政部
案名：四川省國代劉蔭濃註銷黃天評遞補案
檔案起迄日期：民國38年03月14日~民國38年08月20日
檔案產生者：內政部
媒體型式：紙本     數量︰1卷
典藏位置︰國家發展委員會檔案管理局
內容摘要：本案為內政部處理國大代表職位註銷及遞補事宜，內容包括四川省政府送該省德陽縣國大代表劉君過世其職位由黃君遞補一事給內政部，內政部回覆撤銷劉君名籍，黃君換發遞補當選證書並將此案送行政院備案。
主題︰派免遷調 中央民意代表名籍管理 四川省政府 內政部 行政院 劉蔭濃 黃天評 四川省
87. ↑  政協德陽市資料研究委員會.《德陽市文史資料選輯》（第5輯），1986年10月.第159頁
88. ↑  劍閣國大代表候選人是孟玉森(藍田)、周子強、賈仲仙、賈伯儀等人。選舉結果孟藍田得票四萬多票，周子強得三萬多票，賈伯儀得兩萬多票，賈仲仙得票一萬多票，報在省方核定賈仲仙以青年黨為代表，孟藍田退讓。《劍閣文史資料選輯》第15輯，中國人民政治協商會議四川省劍閣縣委員會文史資料研究委員會編，1991.11，第80頁
89. ↑  候選人有六人。依次是：王會雲、張羽、朱乾甫、張鏡秋，林蓄，劉厚甫。「民國時期北川國大代表競選概況」，謝永年，中國人民政治協商會議北川縣委員會文史資料研究委員會.《北川縣文史資料選輯》〈第5輯〉，1988年12月第1版.第12-16頁
90. ↑  民國36年(1947年)9月1日正式成立“万源縣選舉事務所”，選舉國民代表大會代表和立法委員，依法登記、審查後，公告國大代表候選人：國民黨提名張一斌，青年党提名鄒桂芳，選民提名杜興中、董咸宜。選民79972人(區域選舉的選民79590、職業團體選舉的選民382人)，於翌年9月選舉張一斌為國民代表大會代表，鄒桂芳為第一候補，董咸宜為第二候補，杜興中為第三候補。民國37年(1948年)按國民黨中央劃定的選區，由鄒桂芳出席會議。《萬源縣誌》，四川省萬源縣誌編纂委員會編纂，四川人民出版社，1996，第607頁
91. 1 2 3  、四川省松潘縣國民大會代表趙受百及候補第一名米沛之，候補第二名楊澤孚死亡，經查屬實。依法自應註銷名籍，並依次以候補第三名王聯奎遞補。(42)台統(一)字第1269號(42.11.11)，總統府公報第444號